# Distretto di Zaranj
Il distretto di Zaranj è un distretto della provincia del Nimruz, nell'Afghanistan sudoccidentale, al confine con l'Iran. Nel distretto sorge la città di Zaranj, capitale della Provincia.

## Popolazione
Nel 2004 la popolazione del distretto di Zaranj contava 49.851 abitanti distribuiti in 242 villaggi. I Baluchi costituivano l'etnia più numerosa (44% della popolazione) seguiti dai Pashtun (34%) e i Tagiki (22%).

## Economia

### Agricoltura
Secondo un rapporto del 2007 redatto dal Ministero del Risanamento e Sviluppo Rurale, nel distretto vengono coltivati mais, frumento, melone, anguria, miglio e lenticchie.